# Parlement van Georgië
Het Parlement van Georgië (Georgisch: საქართველოს პარლამენტი, sakartvelos parlamenti) is de hoogste nationale wetgevende macht van Georgië en zetelt in hoofdstad Tbilisi. Het is een eenkamerparlement in een parlementair stelsel en telt 150 leden. Deze worden voor een periode van vier jaar rechtstreeks gekozen door de bevolking middels algemeen kiesrecht in een geheel evenredig kiesstelsel. De grondwet van Georgië kent het parlement van Georgië een centrale wetgevende macht toe, die wordt beperkt door de wetgevende macht van de autonome republieken Adzjarië en Abchazië.

## Huisvesting

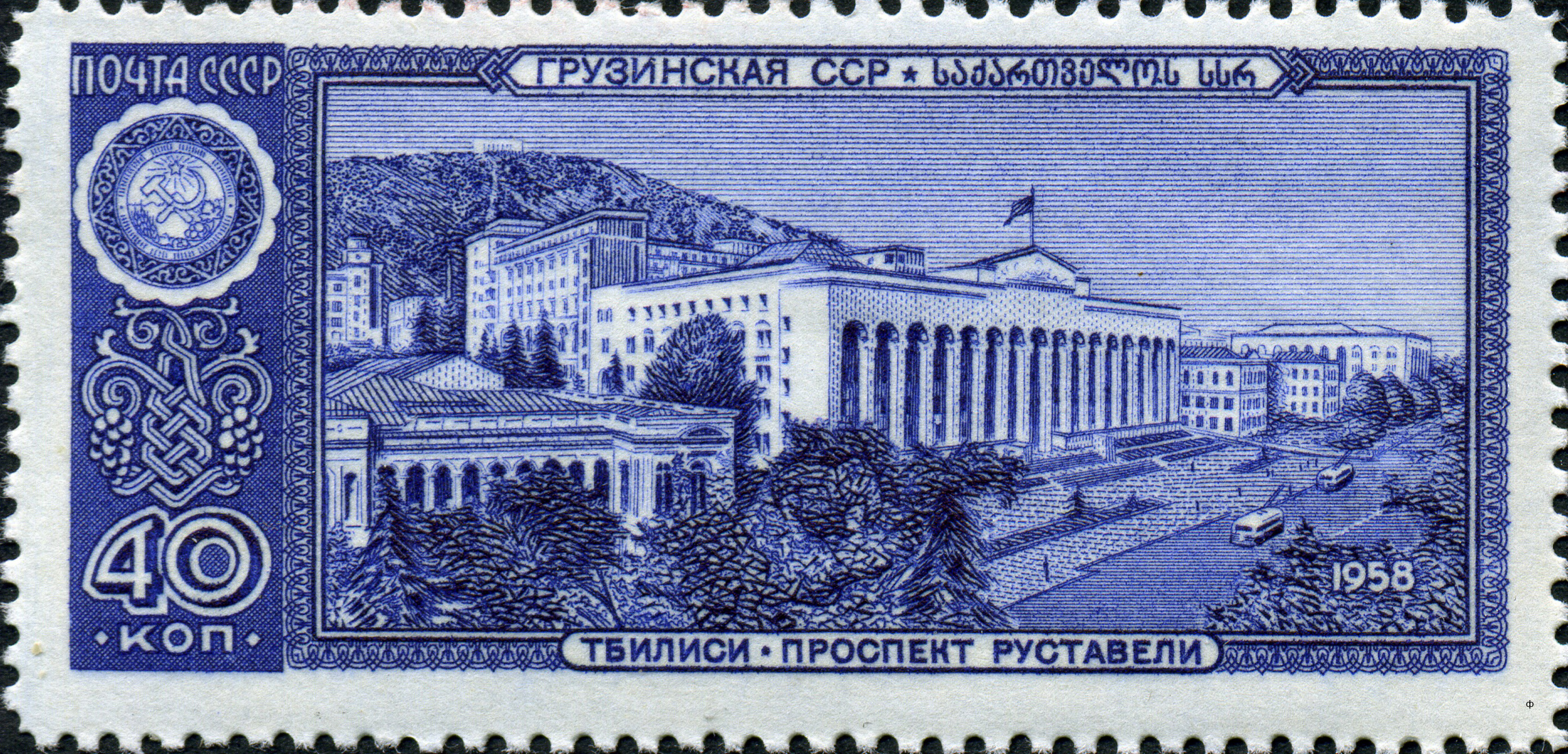
Het parlement bestaat uit twee onder architectuur ontworpen gebouwen, die verbonden zijn met een binnenhof. Het meest kenmerkende gedeelte ligt aan de Roestavelilaan.

Het parlement is gehuisvest aan de prominente Roestavelilaan in het centrum van hoofdstad Tbilisi, in het voormalige gebouw van de Opperste Sovjet van de Georgische Sovjetrepubliek. Het werd in twee perioden onder architectuur gebouwd, namelijk 1933-1938 voor het achtergebouw en 1946-1953 voor het gebouw aan de Roestavelilaan, en is nationaal erfgoed. Beide gebouwen hebben kenmerken van oude Georgische architectuur, zowel bij de samenstelling van de afzonderlijke onderdelen als bij het decor en afwerkingsmateriaal. De gebouwen zijn verbonden door een binnenhof dat te betreden is middels trappen aan de straatzijde. Het perceel ligt tegen een lichte helling. In de periode 1992-1995 was het parlement gehuisvest in het IMEL-gebouw (Instituut Marx, Engels, Lenin) aan de overzijde van de Roestavelilaan, dat tegenwoordig het Biltmorehotel huisvest.

### Koetaisi

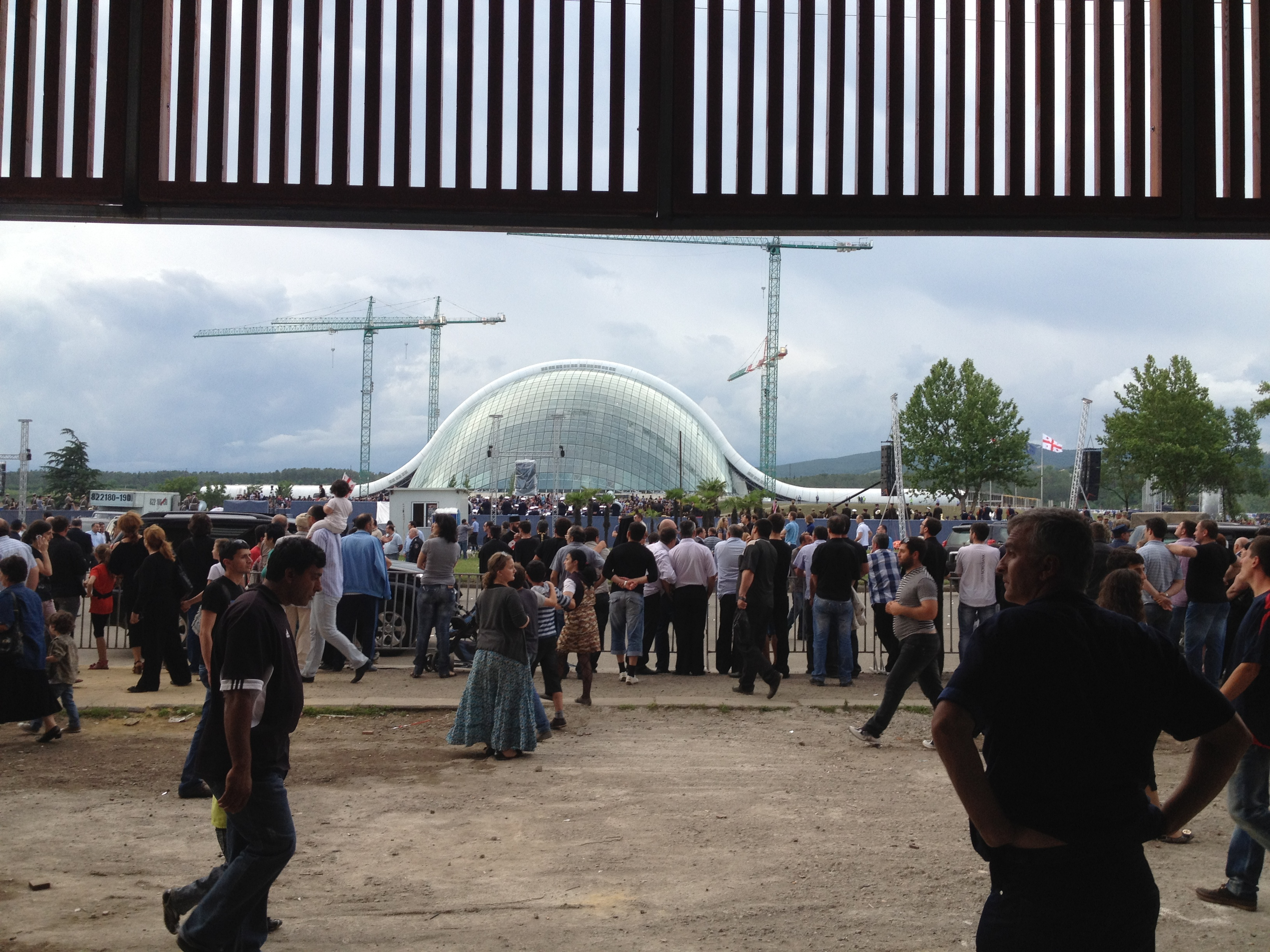
Parlement in Koetaisi (2012-2018).

Tussen 2012 en 2018 was het parlement gevestigd in Koetaisi. Toenmalig president Micheil Saakasjvili wilde van Koetaisi weer het tweede centrum van het land maken, de macht decentraliseren en deze ook dichterbij Abchazië brengen. De hervestiging was niet zonder controverse. In 2009 kwamen twee mensen om bij het opblazen van het 46-meter hoge monument ter herinnering aan de Grote Vaderlandse Oorlog dat plaats moest maken voor het nieuwe parlement. Het ongeveer 150 miljoen euro kostende hypermoderne parlementsgebouw aan de westrand van de stad werd op 26 mei 2012 door Saakasjvili ingehuldigd.
Nadat in datzelfde jaar de oppositiepartij Georgische Droom de verkiezingen won werd al snel begonnen met het terugverplaatsen van het parlement naar Tbilisi, wat uiteindelijk eind 2018 geformaliseerd werd met een grondwetswijziging.

## Instituut
Het parlement van Georgië is het hoogste vertegenwoordigende orgaan van het land dat de wetgevende macht uitoefent, de hoofdrichtingen van het binnenlandse en buitenlandse beleid van het land bepaalt, de activiteiten van de regering controleert binnen de door de grondwet bepaalde grenzen en andere rechten uitoefent.
Het parlement kent één kamer, maar de grondwet stipuleert de oprichting van een tweekamerparlement, na het volledige herstel van de jurisdictie over het gehele grondgebied van Georgië, inclusief de door Rusland bezette afscheidingsgebieden Abchazië en Zuid-Ossetië. Het tweekamerparlement zal dan moeten bestaan uit een Senaat en een Raad van de Republiek. De Raad zal bestaan uit leden gekozen volgens een evenredig systeem. De Senaat zal worden samengesteld uit leden gekozen uit de Autonome Republiek Abchazië, de Autonome Republiek Adzjarië en andere territoriale eenheden van Georgië, en vijf leden zullen worden benoemd door de president van Georgië.

## Wetgeving en mandaten
De regering, een parlementslid, een parlementaire fractie, een parlementaire commissie, de hoogste vertegenwoordigende organen van de autonome republieken Abchazië en Adzjarië en een collectief van minimaal 25.000 kiesgerechtigden hebben het recht om een wetsvoorstel in te dienen. Een wetsvoorstel moet drie keer worden aangenomen door een meerderheid van de aanwezige parlementsleden, maar ten minste 1/3 van het totale aantal parlementsleden voordat deze naar de president gestuurd wordt voor ondertekening. Aanpassingen aan de grondwet vereisen drie keer een driekwart meerderheid van het volledige parlement om in dezelfde parlementstermijn in te mogen gaan, en een tweederdemeerderheid als de aanpassing ingaat na de eerstvolgende verkiezingen en door dat parlement bekrachtigd wordt.

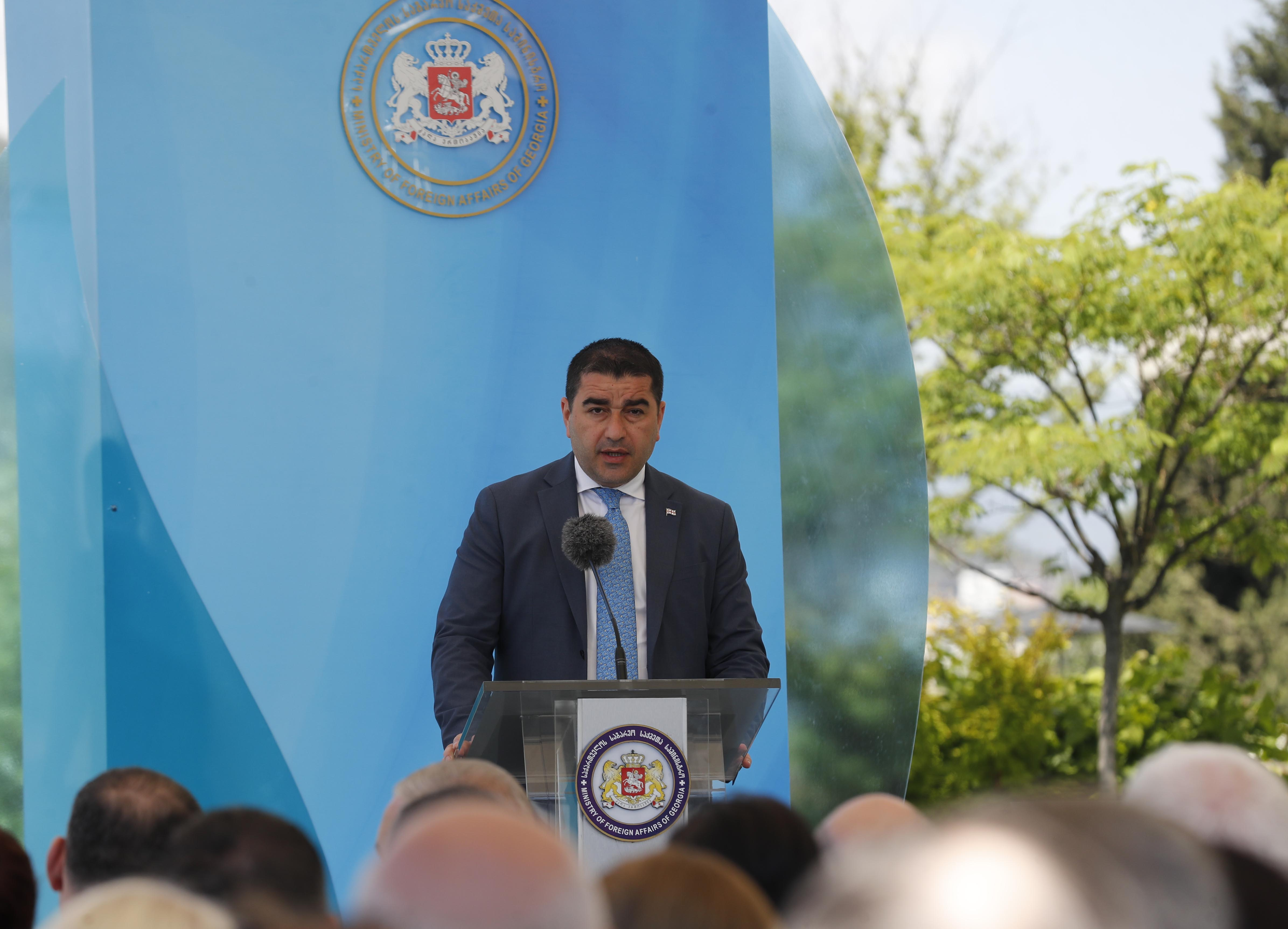
Sjalva Papoeasjvili is sinds 29 december 2021 voorzitter van het parlement. De voorzitter heeft grondwettelijk een machtige rol en is feitelijk de vice-president.

Een door het parlement aangenomen wet moet na de derde lezing binnen 10 dagen aan de president van Georgië worden voorgelegd. De president kan de wet ondertekenen en openbaar maken of deze binnen 2 weken met gemotiveerde opmerkingen terugsturen naar het parlement, een beperkt vetorecht. Als de opmerkingen worden aangenomen, wordt de definitieve versie van de wet binnen 5 dagen aan de president voorgelegd, die de wet binnen 5 dagen moet ondertekenen. Als de opmerkingen van de president worden afgewezen, wordt de oorspronkelijke versie van de wet in stemming gebracht in het parlement en, indien aangenomen, binnen 3 dagen aan de president voorgelegd voor ondertekening en openbaarmaking. Als de president dit niet doet, doet de voorzitter van het parlement dit nadat de termijn is verstreken.
Verder heeft het parlement de bevoegdheid om internationale verdragen te ratificeren, op te zeggen en nietig te verklaren met een meerderheid van het totale aantal leden. Een driekwart meerderheid is vereist wanneer dit betrekking heeft op de territoriale integriteit en grenzen van Georgië. Het parlement kan door de president van Georgië worden ontbonden als de wetgevende macht een nieuwe regering niet binnen de gestelde termijn goedkeurt. Het parlement heeft het recht op elk moment een vertrouwensstemming te houden over het hele kabinet of een individueel kabinetslid, ook de premier, mits het voorstel tot een dergelijke stemming door minimaal een derde van het parlement wordt gesteund. De vertrouwensstemming kent een gewone meerderheid voor aanname.
Het parlement kan ook de president, een lid van de regering, een rechter van het Hooggerechtshof, een procureur-generaal, een auditeur-generaal of een lid van de raad van bestuur van de Nationale Bank afzetten, voor welk initiatief 1/3 van het totaal aantal parlementsleden vereist is. Er is een tweederdemeerderheid nodig voor de uiteindelijke afzetting van de president, en een gewone meerderheid op basis van het totaal aantal parlementsleden voor de overige functies. In 2023 werd voor het eerst in de Georgische politieke geschiedenis een afzettingsprocedure tegen de president door het parlement geïnitieerd. De afzetting van Salome Zoerabisjvili strandde uiteindelijk in het parlement, nadat het Grondwettelijk Hof oordeelde dat de president de grondwet had geschonden.

## Verkiezing

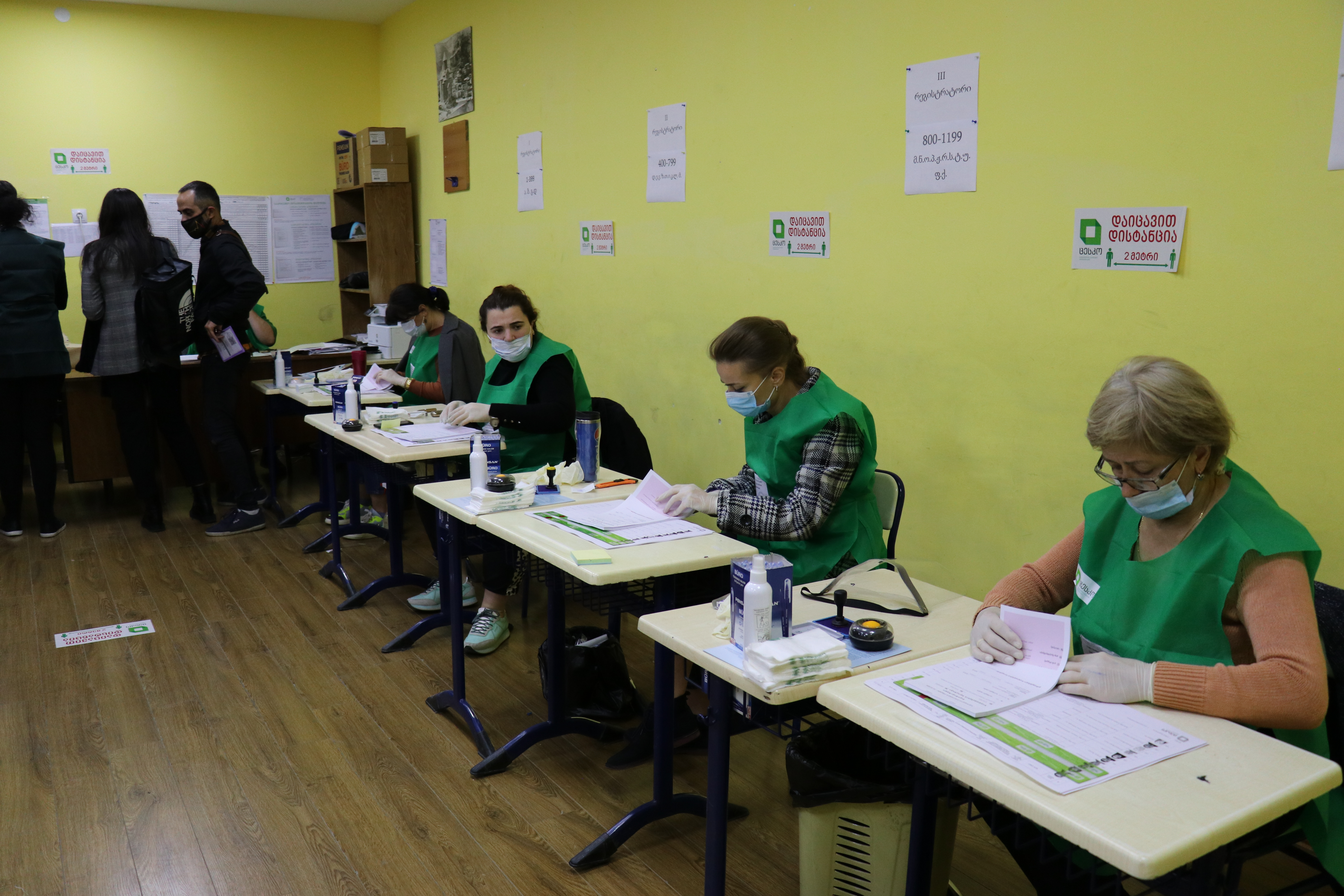
Elke vier jaar vinden er verkiezingen plaats.

Het parlement van Georgië wordt gekozen op basis van algemeen kiesrecht. Geplande parlementsverkiezingen worden gehouden op de laatste zaterdag van oktober van het kalenderjaar waarin de vierjarige zittingsperiode afloopt. In geval van ontbinding van het parlement worden verkiezingen niet eerder uitgeschreven dan de 45e dag en niet later dan de 60e dag nadat het parlement is ontbonden. Als de verkiezingsdatum samenvalt met de noodtoestand of de staat van beleg, worden de verkiezingen niet eerder gehouden dan de 45e dag en niet later dan de 60e dag nadat de noodtoestand of de staat van beleg is ingetrokken. Iedere burger van Georgië met kiesrecht en zonder een gevangenisveroordeling mag verkozen worden in het parlement. Deze persoon moet daarvoor minimaal tien jaar in Georgië gewoond hebben en minimaal 25 jaar oud zijn.
Een nieuw verkozen parlement moet binnen tien dagen na de officiële bekendmaking van de verkiezingsresultaten samenkomen, welke vergadering door de president wordt bijeengeroepen. Om de werkzaamheden wettig te mogen aanvangen dient de meerderheid van het totale aantal leden van het Parlement bij deze eerste vergadering aanwezig te zijn, en krijgt het volledige bevoegdheden zodra het parlement wordt erkend door twee derde van de leden. De grootste partij bij parlementsverkiezingen heeft het primaire recht een premier voor te dragen, waarop een vertrouwensstemming van het parlement volgt.

## Kiesstelsel

De enkelvoudige districten in de periode 1995-2008.

Het parlement varieerde in grootte en er werden verschillende verdeelsleutels van de zetels gehanteerd voor de enkelvoudige districten en evenredige vertegenwoordiging in het gemengd kiesstelsel. De kiesdrempel voor de evenredige zetelverdeling werd ook regelmatig aangepast. In 2024 ging het land over op een volledig evenredig stelsel zonder districten, met een kiesdrempel van vijf procent.
| 1990                           | 250 | 125 | 125 | 4% |        |
| 1992                           | 235 | 84  | 150 | 0% | [ 24 ] |
| 1995                           | 235 | 85  | 150 | 5% |        |
| 1999, 2003, 2004               | 235 | 85  | 150 | 7% |        |
| 2008                           | 150 | 75  | 75  | 5% |        |
| 2012, 2016                     | 150 | 73  | 77  | 5% | [ 25 ] |
| 2020                           | 150 | 30  | 120 | 1% |        |
| 2024                           | 150 | 0   | 150 | 5% |        |
| Bronnen: Publika, IPU Parline. |     |     |     |    |        |

### Hervorming kiesstelsel

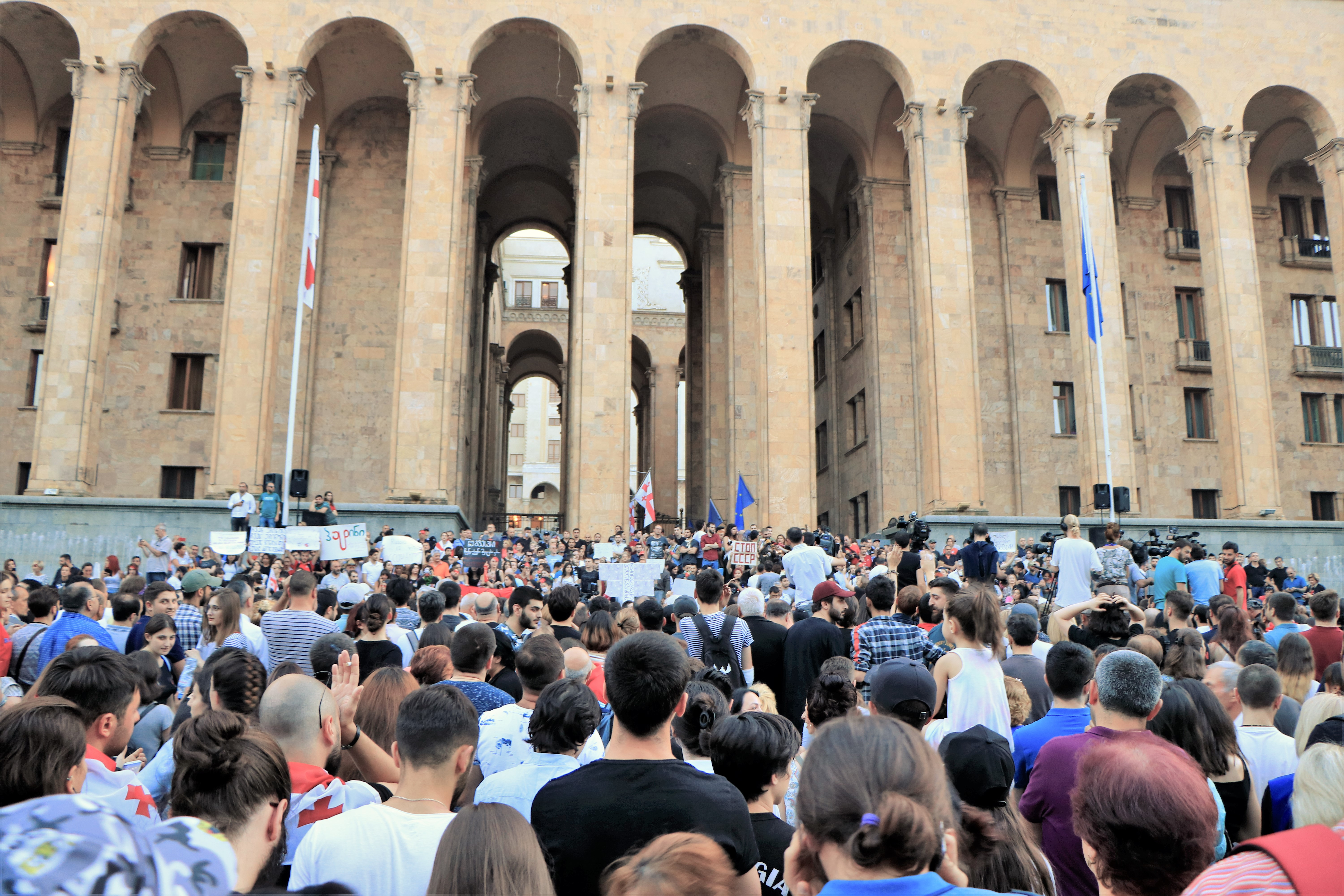
Demonstraties vinden vrijwel altijd voor het parlement plaats (hier in 2019).

Het gemengde kiesstelsel van Georgië was jarenlang onderwerp van verhit publiek en politiek debat. Met name na de parlementsverkiezingen van 2016, toen de regerende Georgische Droom een grondwettelijke meerderheid van 75 procent verwierf, terwijl het 49 procent van de stemmen kreeg, door vrijwel alle districtszetels te winnen. Op dat moment gold werden 73 leden verkozen middels enkelvoudige districten op basis van een tweerondensysteem en 77 leden door middel van evenredige vertegenwoordiging via een gesloten lijst met een kiesdrempel van vijf procent. Grondwetswijzigingen in 2017 en 2018 veranderden het kiesstelsel met ingang van 2024 naar geheel evenredige vertegenwoordiging met een kiesdrempel van vijf procent.
Oorspronkelijk was de afspraak tussen de regering, oppositiepartijen en andere deelnemers in de grondwettelijke commissie om dit bij de eerstvolgende verkiezing in 2020 in te laten gaan. Georgische Droom veranderde dit eigenhandig naar 2024, tot woede van de oppositie en maatschappelijke belangengroepen. De regering legde als concessie een overgangssituatie voor 2020 vast waarbij vast werd gehouden aan de 73 om 77 verhouding in het gemengde stelsel, met een verlaging van de kiesdrempel naar drie procent voor de evenredige partijstem. Na aanhoudende protesten in 2019 en begin 2020 werd met behulp van Amerikaanse bemiddeling een compromis gesloten tussen de regering en de oppositie om meer recht te doen aan de roep om een geheel evenredig stelsel.
De verkiezingen van oktober 2020 werden derhalve gehouden met een aangepast kiesstelsel, waarbij 30 parlementsleden werden gekozen via enkelvoudige districten en 120 leden door middel van evenredige vertegenwoordiging met een verlaagde kiesdrempel van een procent. Toezeggingen van Georgische Droom in 2021 om de kiesdrempel voor de eerstkomende twee verkiezingen te verlagen van vijf naar twee procent strandden na de eerste instemming (van de vereiste drie) van de wetswijziging door het parlement. Deze verlaging was afgesproken in een door de Europese Unie bemiddelde overeenkomst tussen de oppositie en regering, maar nadat de Georgische Droom de handtekening eronder introk achtte het zich niet meer aan deze afspraken gebonden.

## Voorzitter

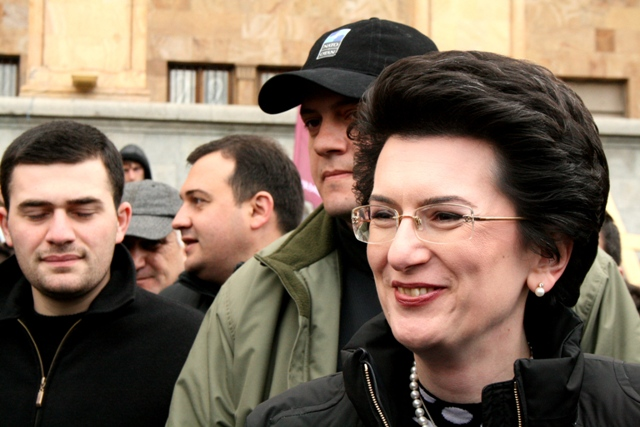
Nino Boerdzjanadze, zes jaar parlementsvoorzitter en tweemaal waarnemend staatshoofd.

De voorzitter van het parlement van Georgië, een gekozen parlementslid, wordt in een geheime stemming gekozen bij meerderheid van het totale aantal parlementsleden, en mag geen tweede nationaliteit naast de Georgische bezitten. Na elke parlementsverkiezing wordt de voorzitter opnieuw benoemd. Het parlement wijst tevens een vice-voorzitter aan. De voorzitter zit de vergaderingen van het parlement voor, zorgt voor een ordentelijk verloop en de vrije meningsuiting en ondertekent de door het parlement aangenomen besluiten.
Wanneer de president in gebreke blijft bij het ondertekenen en afkondigen van wetten binnen de grondwettelijk gestelde tijdsvakken valt dit mandaat aan de parlementsvoorzitter toe. Als de president niet in staat is de bevoegdheden uit te oefenen, of wanneer de ambtstermijn van de president vroegtijdig wordt beëindigd, vervult de parlementsvoorzitter de taken van de president van Georgië.
| Zviad Gamsachoerdia (1939-1993)      | 151  | 14 nov 1990 | 14 apr 1991 | Ronde Tafel — Vrij Georgië                                                               | [ 38 ] |
| Akaki Asatiani (1953-)               | 263  | 14 apr 1991 | 2 jan 1992  | Unie van Georgische Traditionalisten                                                     | [ 39 ] |
| Edoeard Sjevardnadze (1928-2014)     | 1115 | 6 nov 1992  | 26 nov 1995 | Partijloos, vanaf okt 1993 Burgerunie                                                    | [ 40 ] |
| Zoerab Zjvania (1963-2005)           | 2175 | 26 nov 1995 | 9 nov 2001  | Burgerunie                                                                               | [ 41 ] |
| Nino Boerdzjanadze (1964-)           | 2402 | 9 nov 2001  | 7 jun 2008  | Burgerunie Boerdzjanadze-Democraten (2003-2004) Verenigde Nationale Beweging (2004-2008) | [ 42 ] |
| David Bakradze (1972-)               | 1597 | 7 jun 2008  | 21 okt 2012 | Verenigde Nationale Beweging                                                             |        |
| David Oesoepasjvili (1968-)          | 1489 | 21 okt 2012 | 18 nov 2016 | Republikeinse Partij                                                                     |        |
| Irakli Kobachidze (1978-)            | 945  | 18 nov 2016 | 21 jun 2019 | Georgische Droom                                                                         |        |
| Artsjil Talakvadze (1983-)           | 672  | 25 jun 2019 | 27 apr 2021 | Georgische Droom                                                                         | [ 43 ] |
| Kacha Koetsjava (1979-)              | 241  | 27 apr 2021 | 24 dec 2021 | Georgische Droom                                                                         |        |
| Sjalva Papoeasjvili (1976-)          | 1307 | 29 dec 2021 |             | Georgische Droom                                                                         | [ 44 ] |
| Bronnen: ZPC, archief Civil Georgia. |      |             |             |                                                                                          |        |